# (316709) POSS
(316709) POSS est un astéroïde de la ceinture principale, nommé d'après les relevés astronomiques Palomar Observatory Sky Surveys (POSS).

## Compléments